# União Independente da Vila Prudente
O GRCES União Independente da Vila Prudente foi uma escola de samba da cidade de São Paulo.

## Carnavais
| Ano                            | Colocação       | Grupo       | Enredo                                                 | Carnavalesco         | Ref.   |
| ------------------------------ | --------------- | ----------- | ------------------------------------------------------ | -------------------- | ------ |
| 1983                           | 1º Lugar        | 2           | Sonhos e Ilusões de um Mestre-Sala                     |                      | [ 2 ]  |
| 1984                           | 8º Lugar        | 1           | Elis Regina - o Som da Festa Eterna Desta Musa         |                      | [ 3 ]  |
| 1985                           | 9º Lugar        | 1           | Magia de uma Raça                                      |                      | [ 4 ]  |
| 1986                           | 7º Lugar        | 2           | Na Passarela Paulistana                                |                      | [ 5 ]  |
| 1987                           | 7º Lugar        | 2           | Ecologia... É Três Em Um                               |                      | [ 6 ]  |
| 1988                           | 5º Lugar        | Acesso      | Oranian - o Criador do Mundo                           |                      | [ 7 ]  |
| 1989                           | 9º Lugar        | Acesso      | Apoteose do Samba                                      |                      | [ 8 ]  |
| 1990                           | 9º Lugar        | Acesso      | Esses Divinos Demônios da Garoa                        |                      | [ 9 ]  |
| 1991                           | 8º Lugar        | Acesso      | Sabor Africano                                         |                      | [ 10 ] |
| 1992                           | 8º Lugar        | Acesso      | Solano Trindade - o Sonho não Acabou                   |                      | [ 11 ] |
| 1993                           | 7º Lugar        | Acesso      | Dinheiro Vai, Dinheiro Vem e o Mundo Gira ao Meu Redor |                      | [ 12 ] |
| 1994                           | 11º Lugar       | Acesso      | História de Vila Prudente                              |                      | [ 13 ] |
| 1995                           | 10º Lugar       | 1A          | O Batuque Sai da Senzala e Vai à Missa - Axé da Bahia  |                      | [ 14 ] |
| 1996                           | 3º Lugar        | 2           | Raízes - Origens Africanas                             |                      | [ 15 ] |
| 1997                           | 2º Lugar        | 2           | Brasil, País de Imigrantes                             |                      | [ 16 ] |
| 1998                           | 9º Lugar        | 1A          | Cassino Brasil                                         | César Moçambique     | [ 17 ] |
| 1999                           | 6º Lugar        | 2           | Zodíaco, a Magia das Estrelas                          |                      | [ 18 ] |
| 2000                           | 11º Lugar       | 2           | Do Oiapoque ao Chuí, Brasil de Lá Pra Cá               | Comissão de Carnaval | [ 19 ] |
| 2001                           | 6º Lugar        | 3-Leste     | Raça Negra em Noite de Gala Autor: Fábio Nunes         | Fábio Nunes          | [ 20 ] |
| 2002                           | 4º Lugar        | 3-Leste     | Domingo é Dia de Sexta                                 | Lisboa               | [ 21 ] |
| 2003                           | 7º Lugar        | 3-Leste     | As Quatro Damas de Ébano                               | Marisa               | [ 22 ] |
| 2004                           | 3º Lugar        | 3-Leste     | Os Sete Cantos da Cidade                               |                      | [ 23 ] |
| 2005                           | 8º Lugar        | 3-Leste     | Uma Noite Pra Estrela Dalva                            | Fran Hilton          | [ 24 ] |
| 2006                           | 6º Lugar        | Espera      | O Sol, a Lua, a Avenida e o Pavilhão                   |                      |        |
| Não desfilou entre 2007 e 2008 |                 |             |                                                        |                      |        |
| 2009                           | Desclassificada | Espera      | Água, Fonte da Vida                                    |                      |        |
| 2010                           | Não Consta      | Vaga Aberta | Salve o Petróleo, o Ouro Negro da Globalização         |                      |        |